# 1461

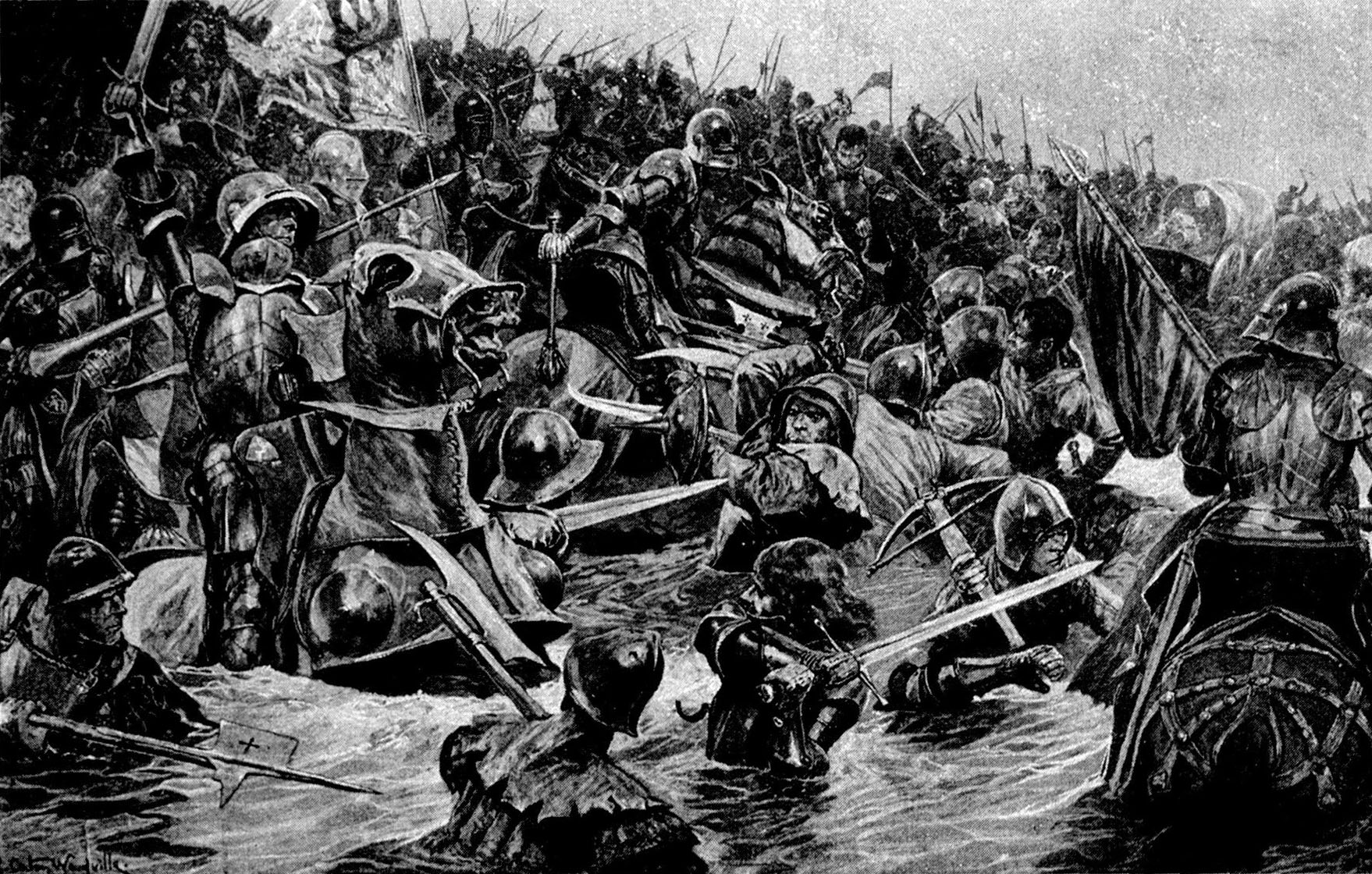
Slag bij Towton

Het jaar 1461 is het 61e jaar in de 15e eeuw volgens de christelijke jaartelling.

## Gebeurtenissen
- 2 februari - Slag van Mortimer's Cross: Eduard van York verslaat Owen Tudor en voorkomt daarmee dat deze zich bij de andere Yorkistische troepen aansluit.
- 17 februari - Tweede Slag bij St Albans: De Lancastrianen onder Margaretha van Anjou verslaan de Yorkisten en bevrijden koning Hendrik VI.
- 4 maart - Richard van Warwick, die de macht in Londen heeft overgenomen, verklaart Hendrik VI afgezet en roept Eduard van York uit tot koning.
- 28 maart - Slag bij Ferrybridge: De Yorkisten verslaan de Lancastrianen onder Richard van Warwick door een hinderlaag.
- 29 maart - Slag bij Towton: In een bloedige slag boeken de Yorkisten onder Eduard IV een beslissende overwinning onder de Lancastrianen onder Hendrik Beaufort. Hendrik VI vlucht naar Schotland, de meeste andere Yorkisten zijn bedwongen Eduard IV als koning te erkennen.
- 21 juni - Capitulatie van Vilafranca del Penedès: Johan II van Aragon wordt gedwongen de zeggenschap van de Generalitat de Catalunya en de aanspraak van Karel van Viana op de troonopvolging in Navarra te erkennen.
- 28 juni - Kroning van koning Eduard IV van Engeland.
- 26 september - Adolf II van Nassau-Wiesbaden-Idstein wordt door paus Pius II benoemd tot aartsbisschop van Mainz om de afgezette Diether van Isenburg op te volgen.
- Stichting van Sarajevo.
- De Kanaaleilanden worden door Frankrijk bezet.
- De Werkensedijk wordt aangelegd.
- oudst bekende vermelding: Leur

## Kunst

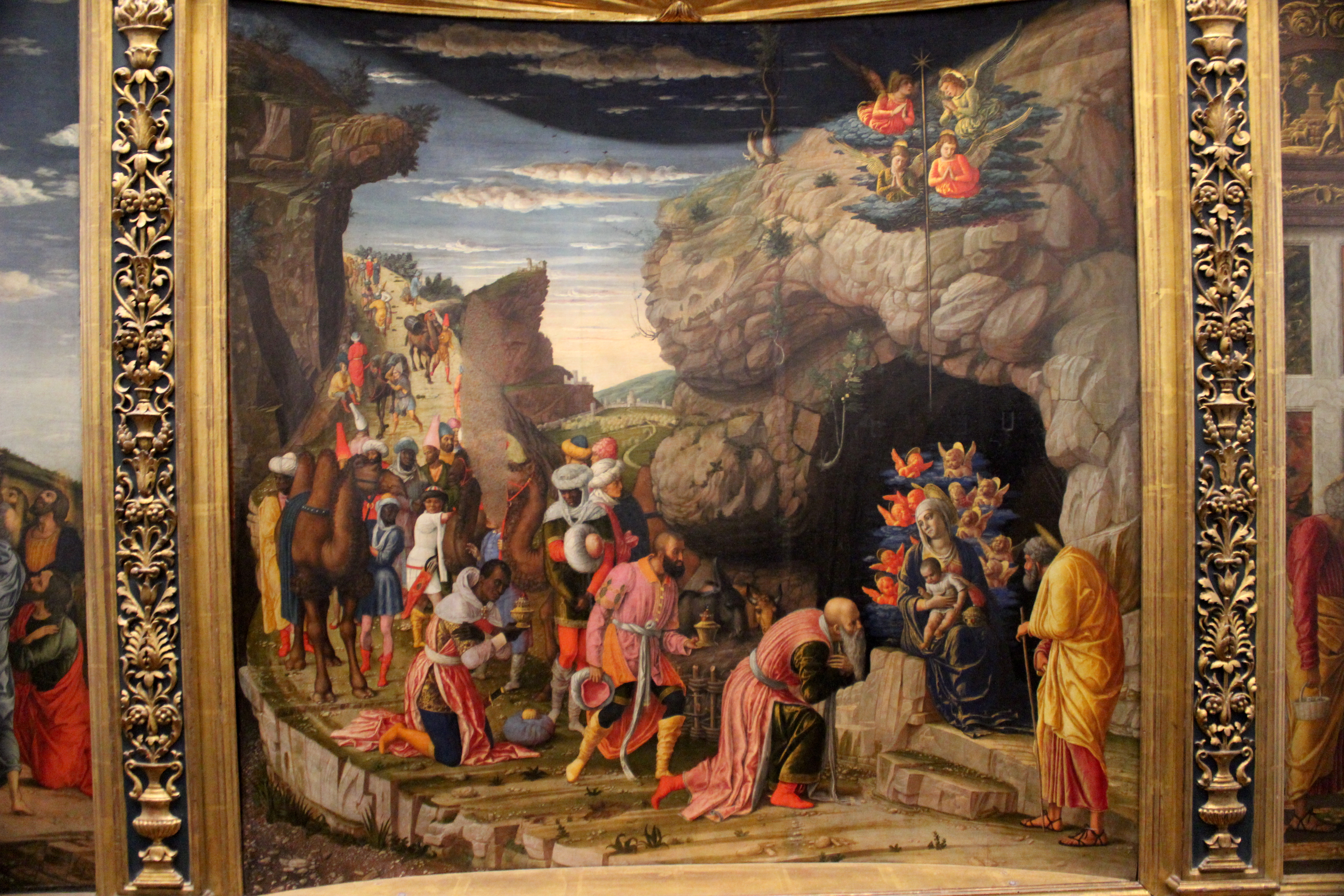
Andrea Mantegna: Uffizitriptiek (middenpaneel)
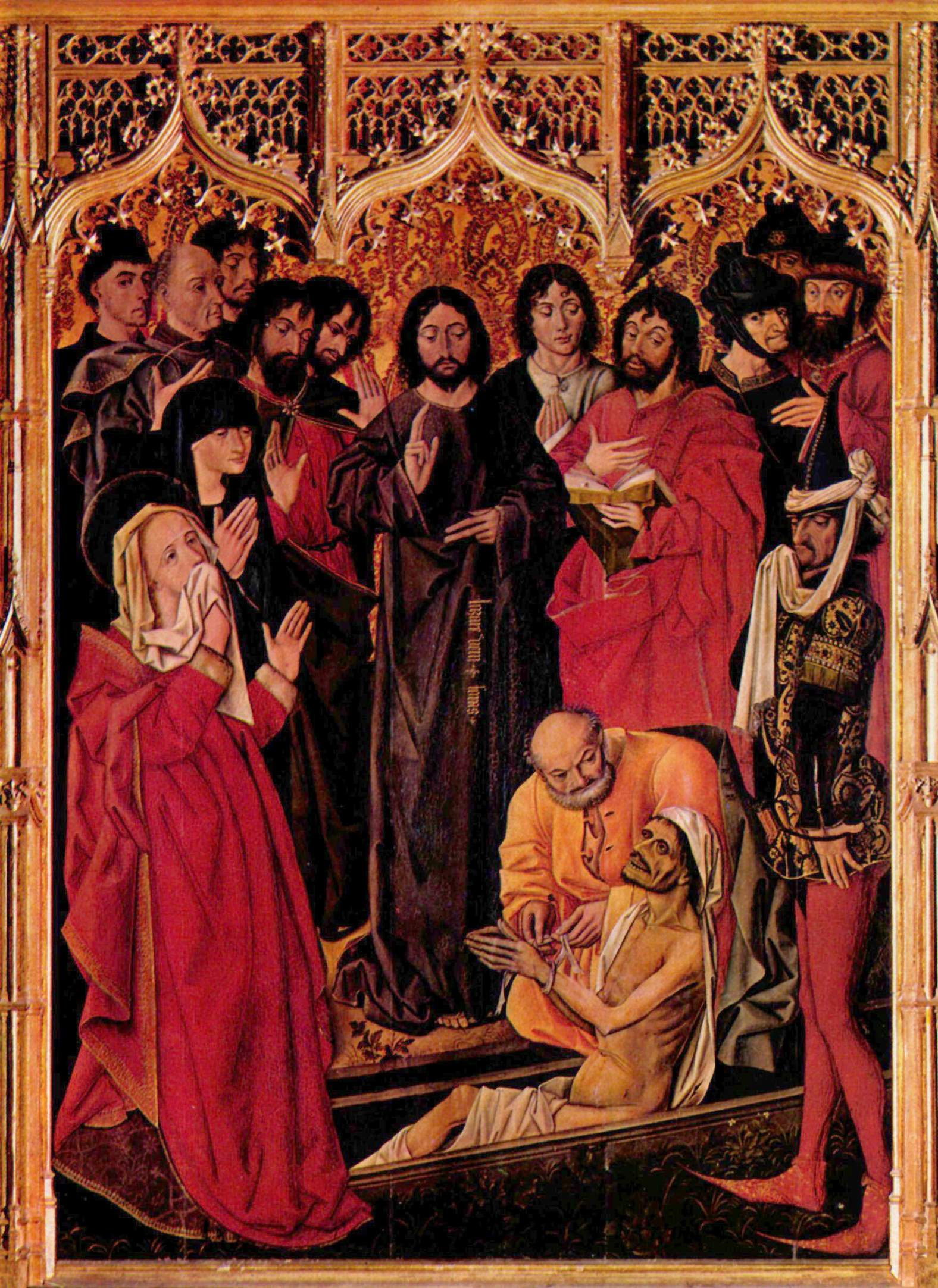
Nicolas Froment: De opwekking van Lazarus (middenpaneel van een drieluik)
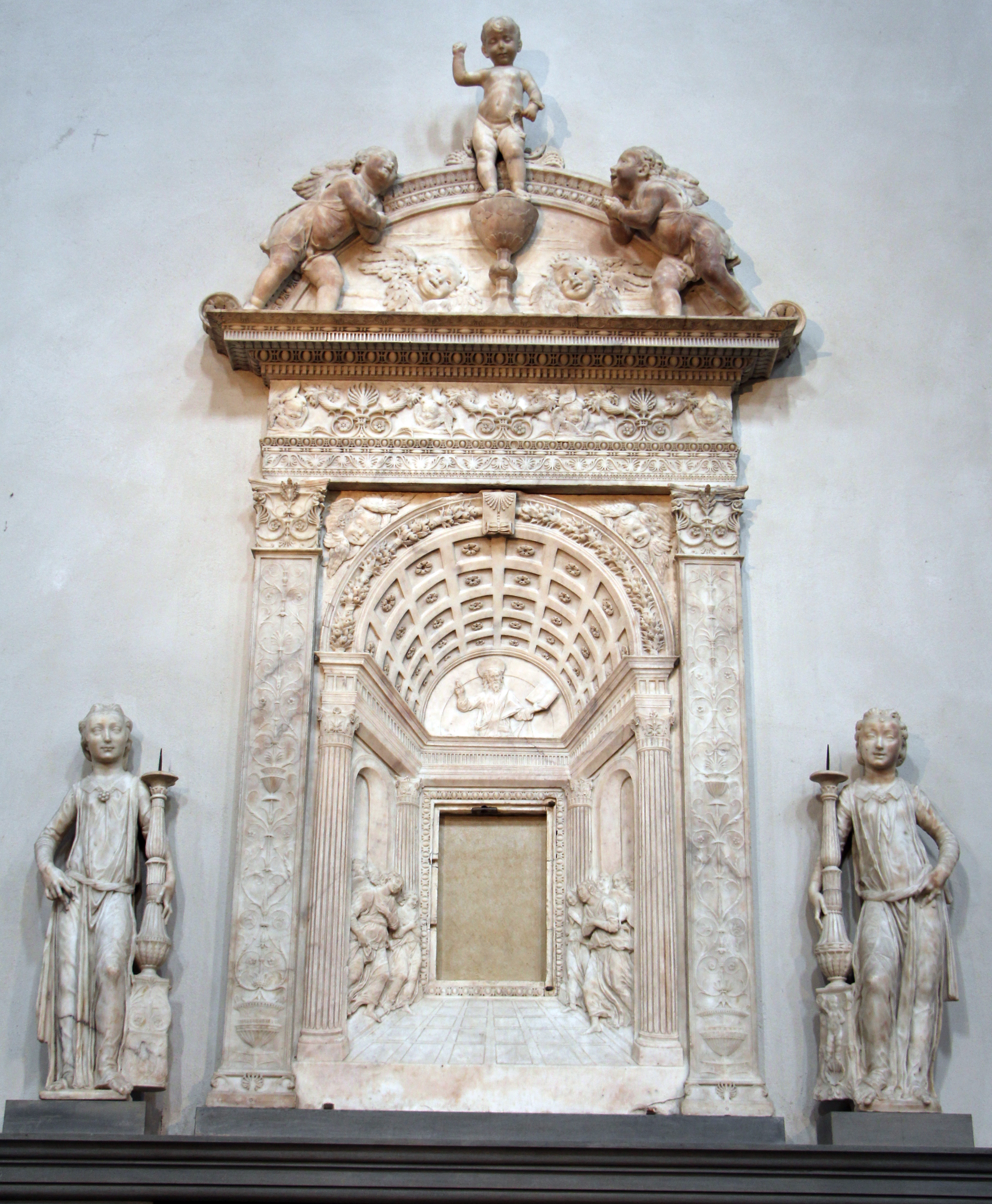
Desiderio da Settignano: Tabernakel van San Lorenzo

## Opvolging
- Bosnië - Stjepan Tomaš opgevolgd door zijn zoon Stjepan Tomašević
- Bragança - Alfons I opgevolgd door zijn zoon Ferdinand I
- Generalitat de Catalunya - Antoni Pere Ferrer opgevolgd door Manuel de Montsuar i Mateu
- Engeland - Hendrik VI opgevolgd door Eduard IV
- Frankrijk - Karel VII opgevolgd door zijn zoon Lodewijk XI
- Mammelukken (Egypte) - Zaher Khoshkadam als opvolger van Muayaid Ahmed Ben Inal
- Mark - Gerard opgevolgd door zijn neef Johan I van Kleef
- metropoliet van Moskou - Heilige Jona opgevolgd door Theodosius
- Palts-Mosbach en Palts-Neumarkt - Otto I opgevolgd door zijn zoon Otto II
- Orde van Sint-Jan - Jacques de Milly opgevolgd door Piero Raimondo Zacosta
- Tver - Boris opgevolgd door zijn zoon Michaël III

## Afbeeldingen

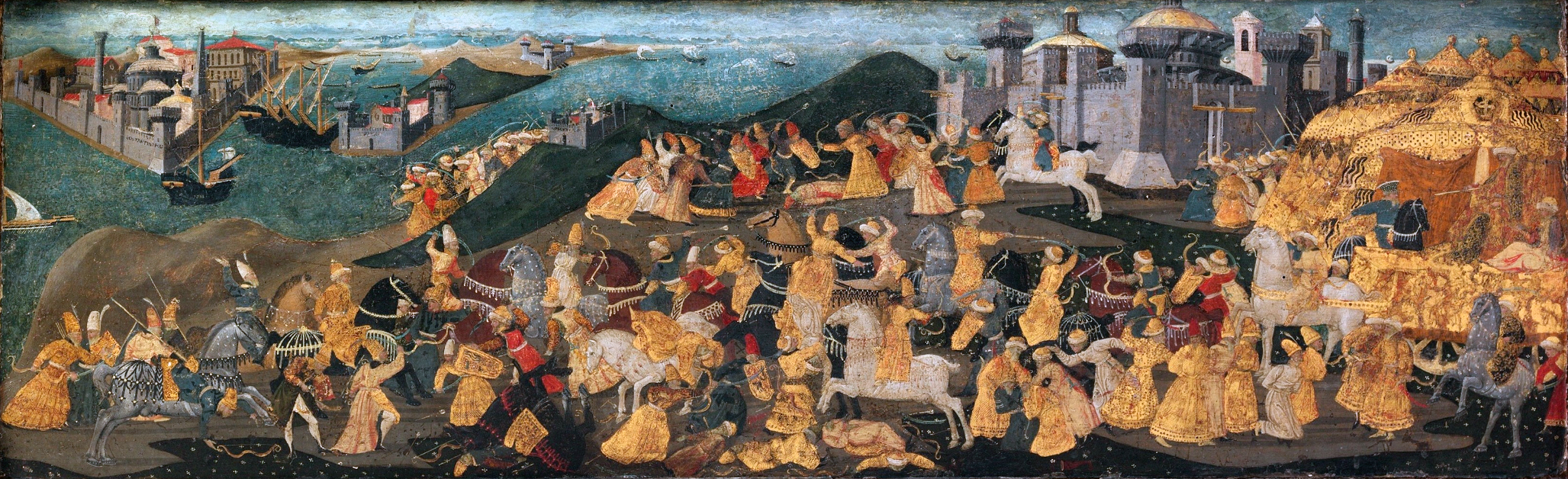
Verovering van Trebizonde
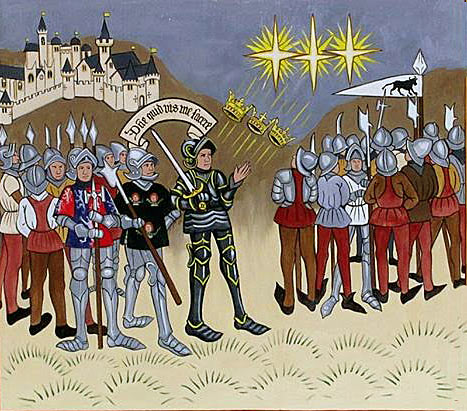
Slag van Mortimer's Cross
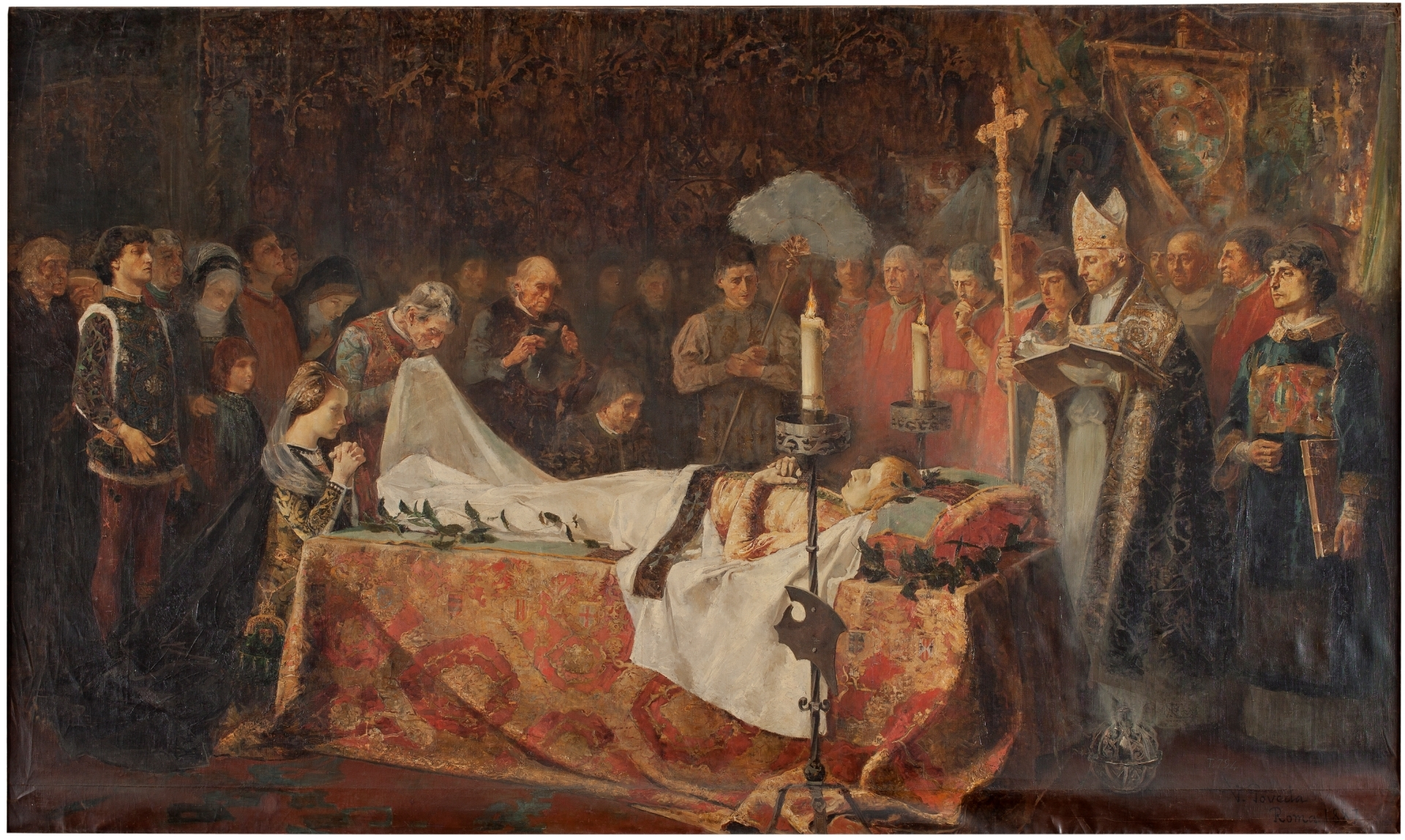
Sterfbed van Karel van Viana
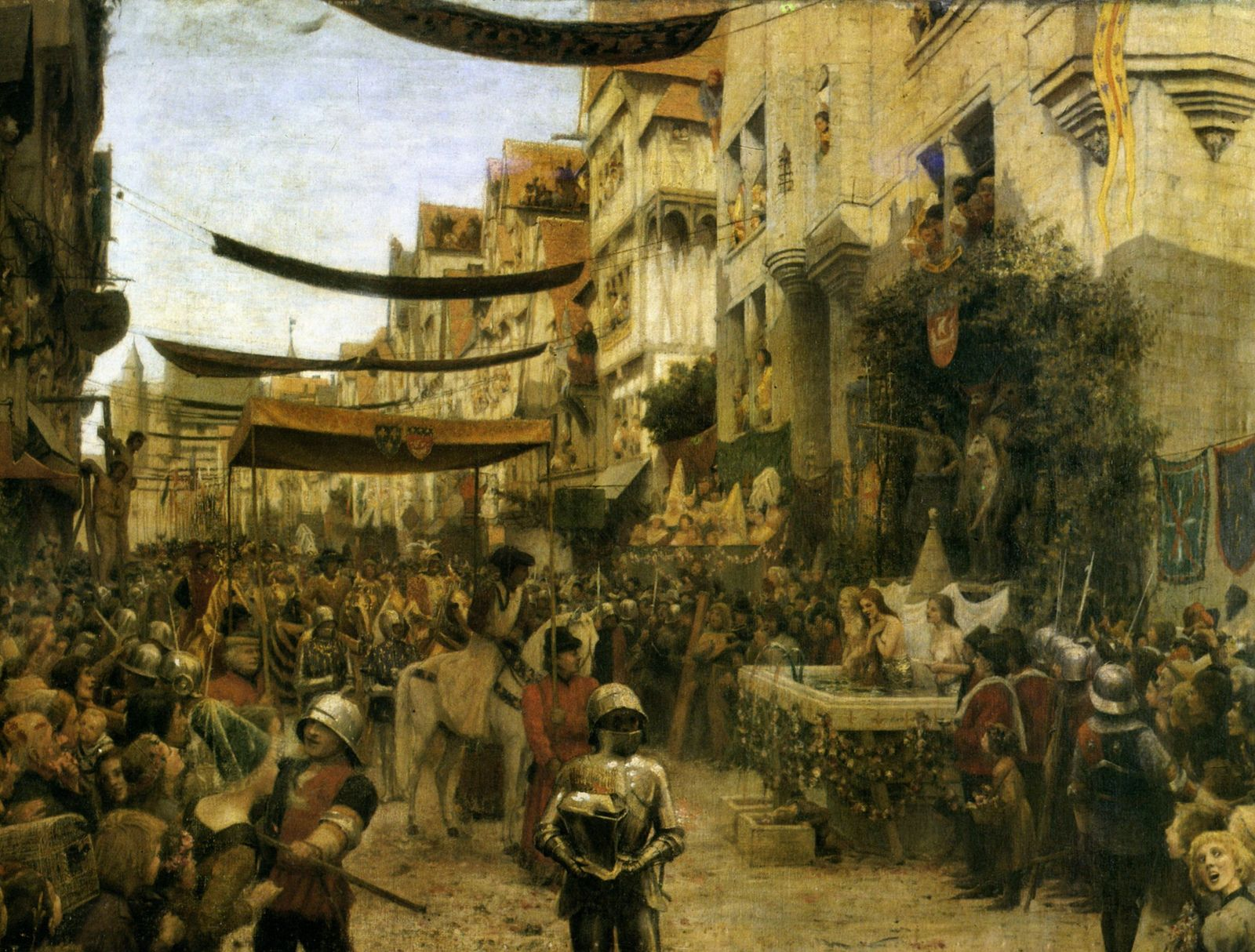
De nieuwe koning Lodewijk XI treedt Parijs binnen

## Geboren
- 16 april - Anna van Beaujeu, Frans prinses (datum bij benadering)
- 5 augustus - Alexander de Jagielloon, grootvorst van Litouwen en koning van Polen (1501-1506)
- 15 september - Jacopo Salviati, Florentijns politicus
- 25 december - Christina van Saksen, echtgenote van Johan van Denemarken
- Everwijn II van Bentheim, Duits edelman
- Everwijn II van Bentheim-Steinfurt, Duits edelman
- Amalia van Brandenburg, Duits edelvrouw
- Edzard I, graaf van Oost-Friesland
- Domenico Grimani - Venetiaans kardinaal
- Ruprecht van Palts-Simmern, Duits edelman

## Overleden
- 2 februari - Owen Tudor (~60), Welsh edelman
- 18 februari - William Bonville (68), Engels edelman
- 18 februari - Thomas Kyriell (~64), Engels militair
- 29 maart - Lionel Welles (~54), Engels militair
- 8 april - Georg von Peuerbach (~37), Oostenrijks astronoom
- 1 mei - James Butler (40), Engels edelman
- 5 juli - Otto I van Palts-Mosbach (73), Duits edelman
- 22 juli - Karel VII (58), koning van Frankrijk (1422-1461)
- 17 augustus - Jacques de Milly, grootmeester van de Orde van Sint-Jan
- 21 september - Sophia Holszanski (~56), echtgenote van Wladislaus II Jagiello
- 23 september - Karel van Viana (40), Aragonees prins
- 7 oktober - Jean Poton de Xaintrailles (~71), Frans militair
- 6 november - John Mowbray (46), Engels edelman
- 15 december - Alfons I van Bragança (84), Portugees edelman
- Boris, vorst van Tver
- John Grey, Engels edelman
- Gerard van der Mark (~74), Duits edelman
- Henry Percy (~40), Engels edelman
- Domenico Veneziano, Italiaans schilder (jaartal bij benadering)

## Trivia
- De film The Vagabond King speelt in Frankrijk in 1461
- Vermeend geboortejaar van Edmund Blackadder